# Харью, Арси
Арси Харью (фин. Arsi Harju, род. 18 марта 1974 года, Курикка, Финляндия) — бывший финский толкатель ядра, олимпийский чемпион 2000 года в Сиднее, бронзовый призёр чемпионата мира 2001 года в Эдмонтоне и чемпионата Европы в помещении 1998 года в Валенсии.

## Биография
Арси дебютировал на международной арене в 1992 году. В 1999 году выиграл чемпионат Финляндии в помещении, а в 2000 году — на открытом воздухе. Первый раз ушёл из спорта в 2005 году. С 2010 года работает личным тренером финской толкательницы ядра Суви Хелин. В 2011 году на некоторое время вернулся к соревнованиям, но не сумев восстановить былую форму, в 2012 году завершил спортивную карьеру окончательно.

## Основные результаты
| Год  | Соревнования                   | Место проведения       | Место  | Результат |
| ---- | ------------------------------ | ---------------------- | ------ | --------- |
| 1992 | Чемпионат мира среди юниоров   | Сеул, Южная Корея      | 11     | 16,94 м   |
| 1993 | Чемпионат Европы среди юниоров | Сан-Себастьян, Испания | 3      | 17,82 м   |
| 1995 | Чемпионат мира                 | Гётеборг, Швеция       | 17 (q) | 18,79 м   |
| 1996 | Летние Олимпийские игры        | Атланта, США           | 18 (q) | 19,01 м   |
| 1997 | Чемпионат мира в помещении     | Париж, Франция         | 8      | 20,00 м   |
| 1997 | Чемпионат мира                 | Афины, Греция          | 14 (q) | 19,43 м   |
| 1998 | Чемпионат Европы в помещении   | Валенсия, Испания      | 3      | 20,53 м   |
| 1999 | Чемпионат мира в помещении     | Маэбаси, Япония        | 5      | 20,38 м   |
| 1999 | Чемпионат мира                 | Севилья, Испания       | 12     | NM        |
| 2000 | Летние Олимпийские игры        | Сидней, Австралия      | 1      | 21,29 м   |
| 2001 | Чемпионат мира                 | Эдмонтон, Канада       | 3      | 20,93 м   |
| 2002 | Чемпионат Европы               | Мюнхен, Германия       | 4      | 20,47 м   |
| 2003 | Чемпионат мира в помещении     | Бирмингем, Англия      | 4      | 20,96 м   |